# Мілена Славова
Мілена Славова, відома як Мілена (болг. Милена Славова; *24 лютого 1966, Софія) — болгарська панк-рок музикантка, фронтвумен однойменного гурту.